# انسلم جی. مک‌لورین
انسلم جی. مک‌لورین (به انگلیسی: Anselm J. McLaurin) سناتور سابق عضو حزب دموکرات ایالات متحده آمریکا بود. وی در سال ۱۸۹۴ تا ۱۸۹۵ و ۱۹۰۱ تا ۱۹۰۹ میلادی سناتور ایالت میسیسیپی در سنای ایالات متحده آمریکا بود.https://pcgamelovers.com/